# Такуми Хориике
Такуми Хориике (јап. 堀池 巧; 6. септембар 1965) јапански је фудбалер.

## Каријера
Током каријере је играо за Јомиури, Шимицу С-Пулс и Серезо Осака.

## Репрезентација
За репрезентацију Јапана дебитовао је 1986. године. За тај тим је одиграо 58 утакмица и постигао 2 гола.

## Статистика
| Јапан  | Јапан   | Јапан  |
| Година | Наступи | Голови |
| ------ | ------- | ------ |
| 1986.  | 2       | 0      |
| 1987.  | 11      | 0      |
| 1988.  | 1       | 0      |
| 1989.  | 11      | 1      |
| 1990.  | 6       | 0      |
| 1991.  | 2       | 0      |
| 1992.  | 7       | 0      |
| 1993.  | 16      | 1      |
| 1994.  | 0       | 0      |
| 1995.  | 2       | 0      |
| Укупно | 58      | 2      |